# 공세초등학교
공세초등학교는 대한민국 경기도 용인시 기흥구에 있는 공립 초등학교이다.

## 학교 연혁
- 2009. 01. 05. 공세초등학교병설유치원 설치(조례 제3854호)
- 2009. 01. 14. 공세초등학교 설치(조례 제3854호)
- 2009. 09. 01. 6학급 편성(58명) 개교
- 2009. 09. 01. 초대 기현숙교장 취임
- 2010. 02. 11. 제1회 졸업식(10명 졸업)
- 2010. 03. 01. 초등학교 7학급, 유치원 2학급, 특수학급 1학급 편성
- 2010. 08. 27. 공세 책울림 도서관 개관
- 2011. 02. 11. 제2회 졸업식(36명 졸업 누계 46명)
- 2011. 03. 01. 초등학교 12학급, 유치원 3학급, 특수학급 1학급 편성
- 2011. 03. 15. 초등돌봄교실 (보육보금자리) 개설 운영
- 2012. 02. 15. 제3회 졸업식(34명 졸업 누계 80명)
- 2012. 03. 01. 초등학교 12학급, 유치원 3학급, 특수학급 1학급 편성
- 2013. 02. 15. 공세초등학교 4회 졸업 (47명 누계 127명)
- 2013. 03. 01. 제2대 이재우 교장 취임
- 2013. 03. 01. 초등학교 12학급, 유치원 3학급,특수학급 1학급 편성
- 2014. 02. 14. 공세초등학교 5회 졸업 (49명 누계 176명)
- 2014. 03. 01. 초등학교 15학급,유치원 3학급,특수학급 1학급 편성
- 2015. 02. 13. 공세초등학교 6회 졸업(34명 누계 210명)
- 2015. 03. 01. 초등학교 17학급,유치원 3학급,특수학급 1학급 편성